# Aloe juvenna
Aloe juvenna ist eine Pflanzenart der Gattung der Aloen in der Unterfamilie der Affodillgewächse (Asphodeloideae). Das Artepitheton juvenna ist eine pseudolateinisierte Form des Wortes ‚juvenil‘ und ist auf ein missdeutetes Etikett einer kultivierten Jungpflanze zurückführen.

## Beschreibung

### Vegetative Merkmale
Aloe juvenna wächst stammbildend, ist reich verzweigt und sprosst von der Basis aus. Die dicht beblätterten Triebe sind aufrecht und dann bis zu 25 Zentimeter lang und 7 Millimeter im Durchmesser oder niederliegend sowie bis zu 45 Zentimeter lang und 1,2 Millimeter im Durchmesser. Die leuchtend grünen deltoiden, unterhalb der Triebspitze ausdauernden Laubblätter sind bis zu 4 Zentimeter lang und bis zu 2 Zentimeter breit. Je 10 Zentimeter Trieblänge sind bis zu 35 Laubblätter vorhanden. Auf der Blattoberfläche befinden sich viele verlängerte hellgrünen Flecken, von denen viele zu kleinen Stachelchen ausgezogen sind. An den Blatträndern sitzen 4 bis 6 Millimeter voneinander entfernt, 2 bis 4 Millimeter lange knorpelige Zähne.

### Blütenstände und Blüten
Der einfache oder einfach verzweigte Blütenstand erreicht eine Höhe von 25 Zentimetern. Die konische und ziemlich dichte Traube ist bis zu 8 Zentimeter lang und bis zu 6 Zentimeter breit. Ihre eiförmigen Brakteen sind etwa 5 Millimeter lang und 4 Millimeter breit. Die korallenrosafarbenen, an ihrer Spitze grünlich gelben Blüten werden von 13 bis 18 Millimeter langen Blütenstielen getragen. Sie sind 27 Millimeter lang, an ihrer Basis verschmälert und weisen auf der Höhe des Fruchtknotens einen Durchmesser von 8 Millimeter auf. Darüber sind die Blüten sehr leicht verengt und zur Mündung hin leicht erweitert. Die äußeren Perigonblätter sind auf einer Länge von 9 Millimetern nicht miteinander verwachsen. Die Staubblätter und der Griffel ragen kaum aus der Blütenhülle heraus.

### Genetik
Die Chromosomenzahl für Aloe juvenna ist {\displaystyle 2n=28}.

## Systematik und Verbreitung
Aloe juvenna ist in Kenia in dichtem Gras auf felsigen Rippen in Höhenlagen von 2300 Metern verbreitet. Sie ist nur von einem Fundort bekannt.
Die Erstbeschreibung durch Peter Edward Brandham und Susan Carter wurde 1979 veröffentlicht.

## Nachweise